# Тензорне розшарування
Тензорне розшарування типу {\displaystyle (p,\;q)} на диференційовному многовиді {\displaystyle M} — це векторне розшарування {\displaystyle T^{p,\;q}(M)} над {\displaystyle M}, асоційоване з розшаруванням дотичних реперів і таке що має як стандартний шар простір  {\displaystyle T^{p,\;q}(\mathbb {R} ^{n})} тензорів типу {\displaystyle (p,\;q)} на {\displaystyle \mathbb {R} ^{n}}, в якому група {\displaystyle GL(n,\;\mathbb {R} )} діє за допомогою тензорного представлення. Наприклад, {\displaystyle T^{1,\;0}(M)} збігається з дотичним розшаруванням {\displaystyle T(M)} над {\displaystyle M}, a {\displaystyle T^{0,\;1}(M)} — з кодотичним розшаруванням {\displaystyle T(M)^{*}}.
У загальному випадку тензорне розшарування ізоморфно тензорному добутку дотичних і кодотичних розшарувань:
{\displaystyle T^{p,\;q}(M)\cong {\overset {p}{\bigotimes }}\,T(M)\,\bigotimes \,{\overset {q}{\bigotimes }}\,T(M)^{*}}
Самі розшарування є лише основою для побудови перетинів тензорних розшарувань типу {\displaystyle (p,\;q)}, які називаються тензорними полями типу {\displaystyle (p,\;q)} і є основним об'єктом дослідження диференціальної геометрії. Так, наприклад, ріманова структура на {\displaystyle M} — це гладкий перетин розшарування {\displaystyle T^{0,\;2}(M)}, значення якого є позитивно визначеними симетричними формами.
Гладкі перетини розшарування {\displaystyle T^{p,\;q}(M)} утворюють модуль {\displaystyle D^{p,\;q}(M)} над алгеброю {\displaystyle F^{\infty }(M)=D^{0,\;0}(M)} гладких функцій на {\displaystyle M}. Якщо {\displaystyle M} — паракомпактний многовид, то
{\displaystyle D^{p,\;q}(M)\cong {\overset {p}{\bigotimes }}\,D^{1}(M)\,\bigotimes \,{\overset {q}{\bigotimes }}\,D^{1}(M)^{*},}
де {\displaystyle D^{1}(M)=D^{1,\;0}(M)} — модуль гладких векторних полів, {\displaystyle D^{1}(M)^{*}=D^{0,\;1}(M)} - модуль пфаффових диференціальних форм, а тензорні добутки беруться над {\displaystyle F^{\infty }(M)}.
У класичній диференціальній геометрії тензорні поля іноді називають просто тензорами на {\displaystyle M}.